# Сен-Жак-ан-Вальгодмар
Сен-Жак-ан-Вальгодма́р (фр. Saint-Jacques-en-Valgodemard, окс. Sant Jaume en Gaudemar) — коммуна во Франции, находится в регионе Прованс — Альпы — Лазурный Берег. Департамент коммуны — Верхние Альпы. Входит в состав кантона Сен-Фирмен. Округ коммуны — Гап.
Код INSEE коммуны — 05144.

## Население
Население коммуны на 2008 год составляло 161 человек.
| 1962 | 1968 | 1975 | 1982 | 1990 | 1999 | 2008 |
| ---- | ---- | ---- | ---- | ---- | ---- | ---- |
| 151  | 172  | 152  | 161  | 147  | 152  | 161  |

## Экономика
В 2007 году среди 77 человек в трудоспособном возрасте (15—64 лет) 46 были экономически активными, 31 — неактивными (показатель активности — 59,7 %, в 1999 году было 62,7 %). Из 46 активных работали 44 человека (25 мужчин и 19 женщин), безработными были 2 женщины. Среди 31 неактивных 6 человек были учениками или студентами, 13 — пенсионерами, 12 были неактивными по другим причинам.

## Фотогалерея

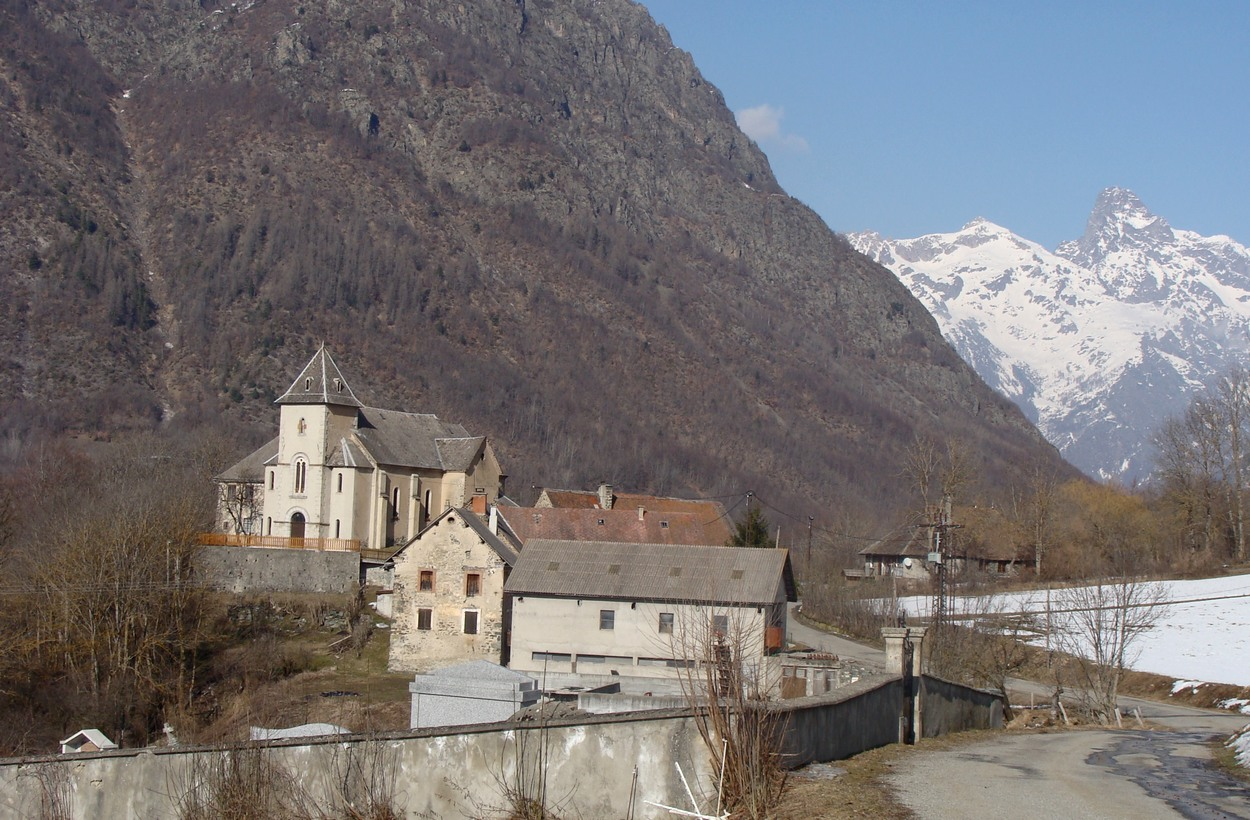
Сен-Жак-ан-Вальгодмар
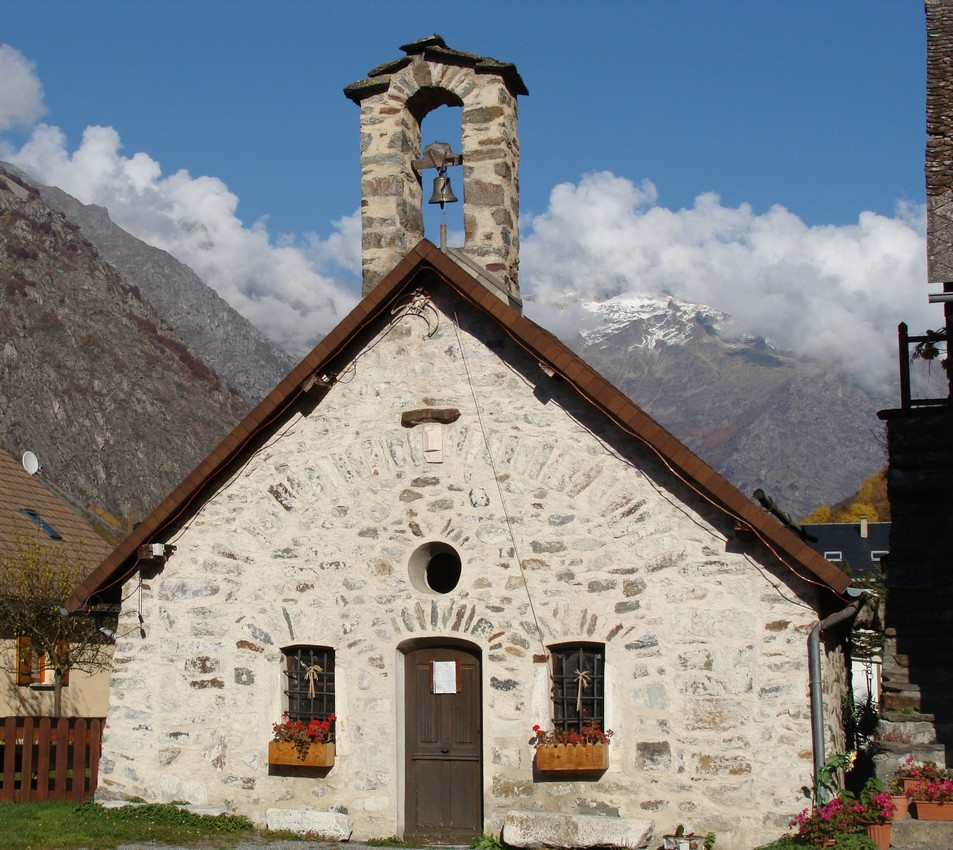
Часовня
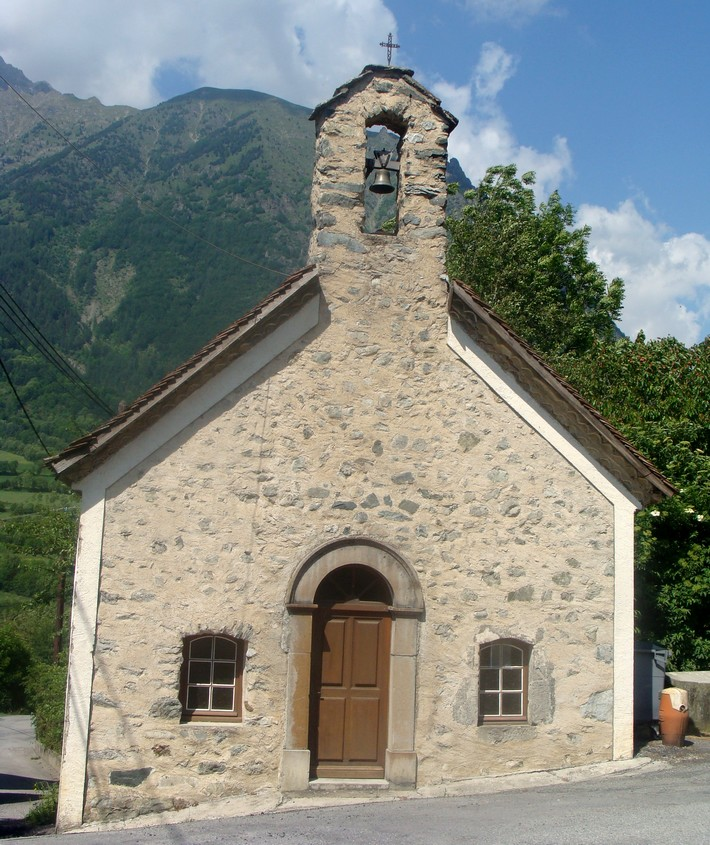
Часовня
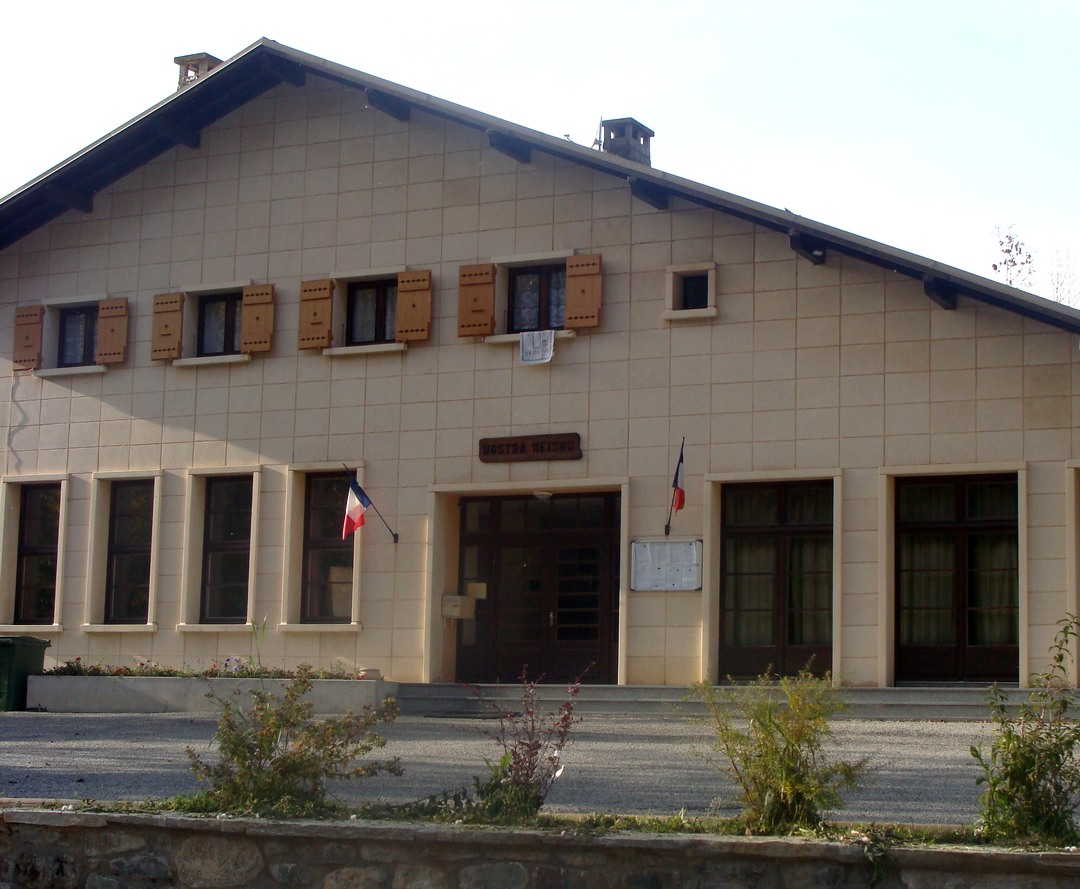
Мэрия